# 日泰伊斯凯
50°58′56″N 34°49′42″E / 50.98222°N 34.82833°E
日泰伊斯凱（烏克蘭語：Житейське）是位於烏克蘭東北部的村莊，由蘇梅州蘇梅區的蘇梅市鎮負責管轄。該村處於奧萊什尼亞河左岸，距離普肖爾河3公里，2001年人口56。